# Markus Mauthe

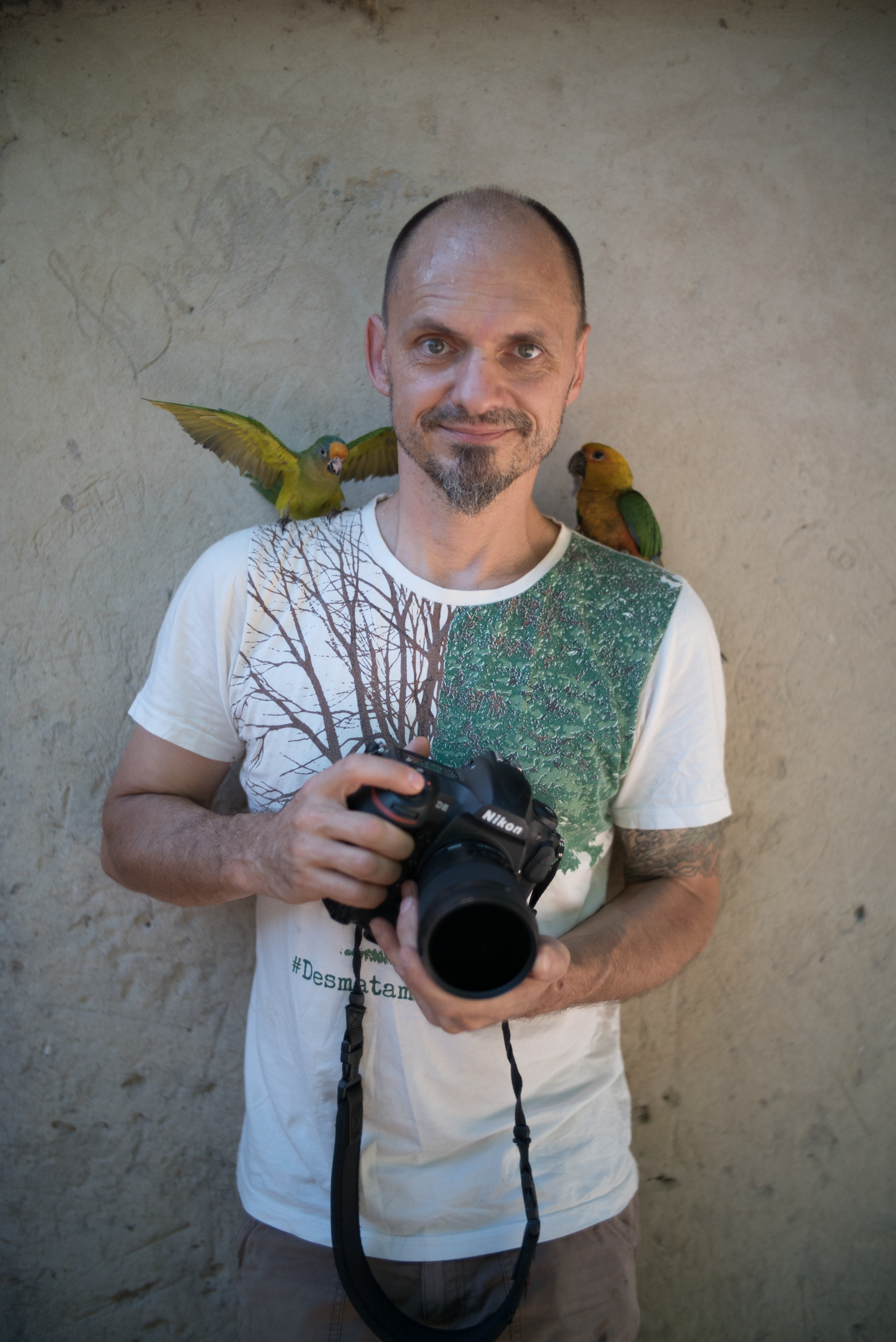
Markus Mauthe (2017)

Markus Mauthe (* 16. Juni 1969 in Friedrichshafen) ist ein deutscher Fotograf, Autor, Referent  und Umweltaktivist.
Seit 2003 arbeitet er als Referent in enger Kooperation mit Greenpeace und ist Gründer der Naturschutzorganisation AMAP, die an der brasilianischen Kakaoküste Regenwaldschutz betreibt.
Er hat mittlerweile 14 Bücher veröffentlicht und etwa 2000 Multimediavorträge präsentiert. 2018 kam der Dokumentarfilm An den Rändern der Welt mit Markus Mauthe in die Kinos.
Im Dezember 2021 gründete er die Mauthe-Media GmbH als Produktionsfirma für Dokumentarfilme, deren Kernkompetenzen auf Klima und Umwelt sowie sozialen und gesellschaftlichen Themen liegen.

## Leben
Markus Mauthe wurde 1969 in Friedrichshafen geboren und wuchs in Manzell am Bodensee in einer Fotografenfamilie auf. Er besuchte das Karl-Maybach-Gymnasium, absolvierte dort die mittlere Reife und eine dreijährige Ausbildung zum Industrie- und Werbefotografen.
Mit 17 Jahren besuchte er erstmals Afrika und als 20-Jähriger durchquerte er Neuseeland mit dem Fahrrad.
1991/92 machte er sich als Fotograf selbstständig. Er fotografierte Reisegeschichten und hielt Vorträge. Im Jahr 2002 erfuhr er durch Greenpeace, dass bereits 80 % aller Urwälder verschwunden sind. Dies war der Auslöser, sich künftig in seiner Arbeit dem Erhalt unserer Lebensgrundlagen zu widmen. Er hält bis zu 120 Vorträge jährlich.
Sein Wohnsitz verlagerte sich von Friedrichshafen nach Brasilien, zur Fazenda Almada im Bundesstaat Bahia. Zusammen mit seiner Frau Juliana de Cerqueira Lima bewirtschaftet er dort eine Bio-Kakaofarm und betreibt dort ein über 160 Jahre altes, im Kolonialstil original erhaltenes Gästehaus.
Mauthe ist verheiratet und hat zwei Kinder. Zudem ist er Gründer der AMAP (Almada Mata Atlântica Projekt), einer gemeinnützigen Naturschutzorganisation, die sich für den Erhalt und die Ausweitung des bereits stark fragmentierten Mata-Atlântica-Regenwaldes einsetzt.
Über 80 Länder hat er zum Teil mehrfach bereist und dort fotografiert.
Markus Mauthe gehört auch zu den „Jägern des Lichts“. Zusammen mit den vier Naturfotografen Ingo Arndt, David Hettich, Bernd Römmelt und Florian Schulz beschäftigen sich die fünf „Jäger“ mit ihren Bildern und Geschichten auf ihren Live-Shows und ihrem Bildband Menschen für die Natur.
Für sein Film-, Buch- und Multimediavortrags-Projekt An den Rändern der Welt hat er drei Jahre auf 13 Reisen 22 indigene Völker in entlegenen Regionen besucht und porträtiert.
Für den ersten Dokumentar-Langfilm, den die Mauthe-Media GmbH produziert, reist Markus Mauthe zusammen mit dem Kameramann Nick Platzer in fünf afrikanische Länder. „The Last Places - Path to the Roots“ entsteht in Kamerun, Nigeria, Tschad, Südsudan und Angola. Die Zwei begleiten den spanischen Ethnologen Joan Riera und die Menschenrechtsaktivistin Diáka Salena Koroma aus Sierra Leone auf ihrer Suche nach den Wurzeln von Diákas Kultur.
Parallel entsteht zusammen mit Greenpeace Deutschland das Großprojekt „Die Reise zum Klima“ in der er zusammen mit der Journalistin Louisa Schneider über globale Klima-Kipppunkte berichtet. Geschichten aus dem Senegal, Bangladesch, Brasilien, Kanada, Grönland und Australien sollen die Dringlichkeit unverzüglichen Handelns verdeutlichen. Neben einer Live-Reportage entsteht „Die Reise zum Klima“ als zweites Filmprojekt der Mauthe-Media GmbH.
Presse- und Fernsehbeiträge berichteten über Mauthe u. a. bei ARD, SWR, Geo, Welt, Focus, Stern, Frankfurter Rundschau, Hamburger Morgenpost, Deutschlandfunk, Südkurier, Berliner Kurier und anderen.

## Multimediavorträge
- 1989: Neuseeland – mit dem Mountainbike, Markus Mauthe, Diaproduktion, Tournee 1990–1991
- 1992: Kanada – Alaska – mit dem Mountainbike, Markus Mauthe, Diaproduktion, Tournee 1992–1994
- 1994: Südafrika – Vom Kap zur Kalahari, Markus Mauthe, Michael Fleck, Diaproduktion, Tournee 1995–1996
- 1996: Ost-Afrika – Von Sansibar zur Serengeti, Markus Mauthe, Michael Fleck, Diaproduktion, Tournee 1997
- 1998: Portugal, Madeira & Azoren – Wo der Atlantik auf Europa trifft, Markus Mauthe, Diaproduktion, Tournee 1998/99
- 2001: USA – Canyonland, Markus Mauthe, Diaproduktion, Tournee 2002
- 2003: Bodensee – Eine Landschaft im Licht, Markus Mauthe, Digitalproduktion, Festinstallation in Markus Mauthe Galerie in Langenargen am Bodensee, Betrieb: 2004–2007
- 2005: Der grüne Planet, Markus Mauthe, Greenpeace, Digitalproduktion, Tournee 2005–2007
- 2007: Planet der Wälder, Markus Mauthe, Greenpeace, Digitalproduktion, Tournee 2007–2010
- 2010: Europas wilde Wälder, Markus Mauthe, Greenpeace, Digitalproduktion, Tournee 2010–2013
- 2013: Naturwunder Erde, Markus Mauthe, Greenpeace, Digitalproduktion, Tournee 2013–2017
- 2014: Jäger des Lichts, Florian Schulz, Bernd Römmelt, Ingo Arndt, David Hettich und Markus Mauthe
- 2018: An den Rändern der Welt, Markus Mauthe, Greenpeace, Digitalproduktion, Tourneestart 2018
- 2020: Die Welt im Blick, Markus Mauthe, Greenpeace, Digitalproduktion, Tourneestart 2021
- 2024: grad°jetzt – Die Reise zum Klima, Markus Mauthe, Greenpeace, Digitalproduktion, Tourneestart 2024
- 2024: Jäger des Lichts II, Ingo Arndt, David Hettich, Bernd Römmelt und Markus Mauthe

## Bücher
- Südafrika. Verlag Robert Gessler, Friedrichshafen 1996, ISBN 3-86136-013-6.
- Langenargen. LACON Design Management, Langenargen 2002, ISBN 3-00-010568-9.
- Symphonie Bodensee – eine Landschaft im Licht. Eigenverlag, ISBN 3-936645-02-7.
- Michael Engelhard: Canyonland – die Farben der Stille. Tecklenborg Verlag, Steinfurt 2002, ISBN 3-924044-97-X.
- mit Thomas Henningsen: Planet der Wälder – die grünen Paradise der Erde. Bucher Verlag, München 2007, ISBN 978-3-7658-1668-0.
- mit Thomas Henningsen: Forest Planet – The last green Paradises. Bucher Verlag, München 2008, ISBN 978-3-7658-1669-7.
- Workshop Naturfotografie – der Weg zum perfekten Bild. C.J.Bucher Verlag, München 2009, ISBN 978-3-7658-1721-2.
- mit Thomas Henningsen: Europas Wilde Wälder. Knesebeck Verlag, München 2011, ISBN 978-3-86873-360-0.
- mit Jürgen Paeger: Naturwunder Erde. Knesebeck Verlag, München 2013, ISBN 978-3-86873-582-6.
- mit I. Arndt, D. Hettich, B. Römmelt, F. Schulz und M. Rasper: Jäger des Lichts, Abenteuer Naturfotografie. Knesebeck Verlag, München 2014, ISBN 978-3-86873-656-4.
- Schönheit Erde. Knesebeck Verlag, München 2015, ISBN 978-3-86873-794-3.
- LOST – Menschen an den Rändern der Welt. Knesebeck Verlag, München 2018, ISBN 978-3-95728-138-8.
- Allein kann ich die Welt nicht retten – Mein Leben für den Schutz unserer Erde oder warum wir jetzt handeln müssen. Knesebeck Verlag München 2020, ISBN 978-3-95728-453-2.
- mit I. Arndt, D. Hettich, B. Römmelt und M. Rasper: Jäger des Lichts II, Leidenschaft Naturfotografie. Knesebeck Verlag, München 2023, ISBN 978-3-95728-713-7.

## Film
- An den Rändern der Welt. Darsteller: Markus Mauthe, Buch und Regie: Thomas Tielsch, Ko-Regie: Markus Mauthe, Kamera: Simon Straetker, Lars Richter, Janis Klinkenberg, Filmtank GmbH, Hamburg 2018[25]

- „The Last Places - Path to the Roots“ Darsteller: Diáka Salena Koroma, Joan Riera, Buch und Regie: Markus Mauthe Kamera: Nick Platzer, Mauthe-Media GmbH, Friedrichshafen 2024[26]

- „Die Reise zum Klima“ Darsteller: Louisa Schneider, Markus Mauthe, Jannatul Mouwa, Yero Sarr, Raoni Metuktire, Coedie „Gurridyula“, Chris Burn, Nuala Cockney, Adriana Verges, Stefan Wolff, Andre D´Elia, Torsten Schreiber und mehr, Buch und Regie: Markus Mauthe, Kamera: Nick Platzer, Simon Straetker, Markus Mauthe, Mauthe-Media GmbH, In Produktion[27]

## Verweise
- Netzauftritt von Markus Mauthe